# Parque Manito y Jardín Botánico

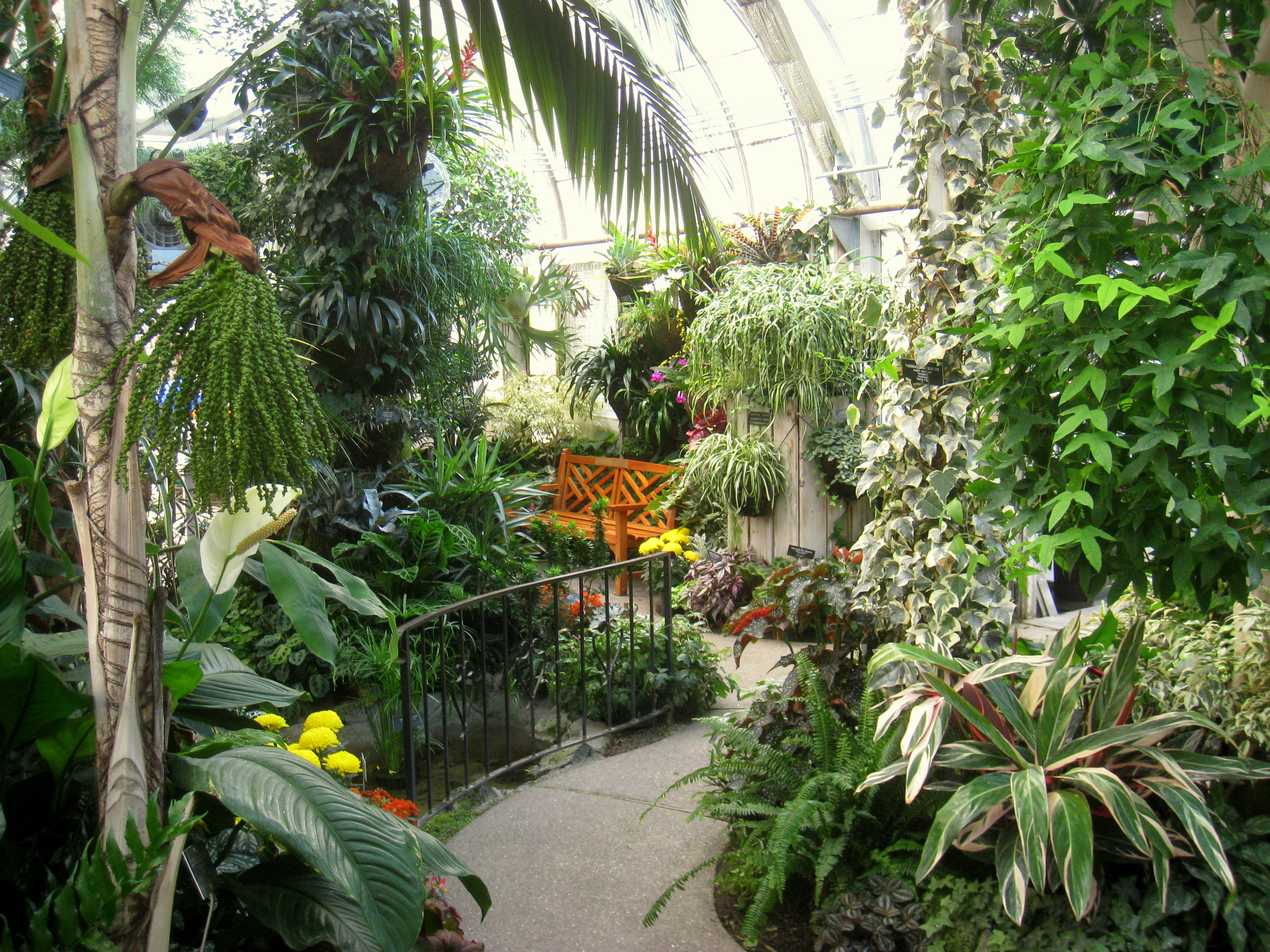
El "Gaiser Conservatory", en el "Manito Park".

El Parque Manito y Jardín Botánico (en inglés: Manito Park and Botanical Gardens) es un parque público de 90 acres (0,36 km²) en el que se incluye un arboreto, jardín botánico e invernadero, de propiedad municipal en Spokane, Estados Unidos. 

## Localización
Manito Park and Botanical Gardens 17th Ave and Grand Blvd in Spokane, Spokane County Washington, United States-Estados Unidos.47°38′8.52″N 117°24′42.12″O / 47.6357000, -117.4117000
Está abierto a diario sin tarifa de entrada.

## Historia
El parque fue originalmente un área pública de ocio denominada «Montrose Park» . En 1903 su nombre fue cambiado a Manito, que significa Espíritu de la Naturaleza en lengua Algonquina. En 1907 fue creada una comisión del parque con la financiación anual, y en 1913 la reconocida Firma Olmsted Brothers terminó sus planes de ajardinamiento de los parques de Spokane, incluyendo el parque de Manito. 
El parque fue durante un tiempo un parque zoológico hasta 1932 en que el parque zoológico se cerró debido a la carencia de financiación durante la Gran Depresión. Algunos remanentes del parque zoológico se pueden todavía ver actualmente, por ejemplo una barra de hierro pegada por fuera de una roca que una vez formó parte de la jaula de los osos.

## El parque

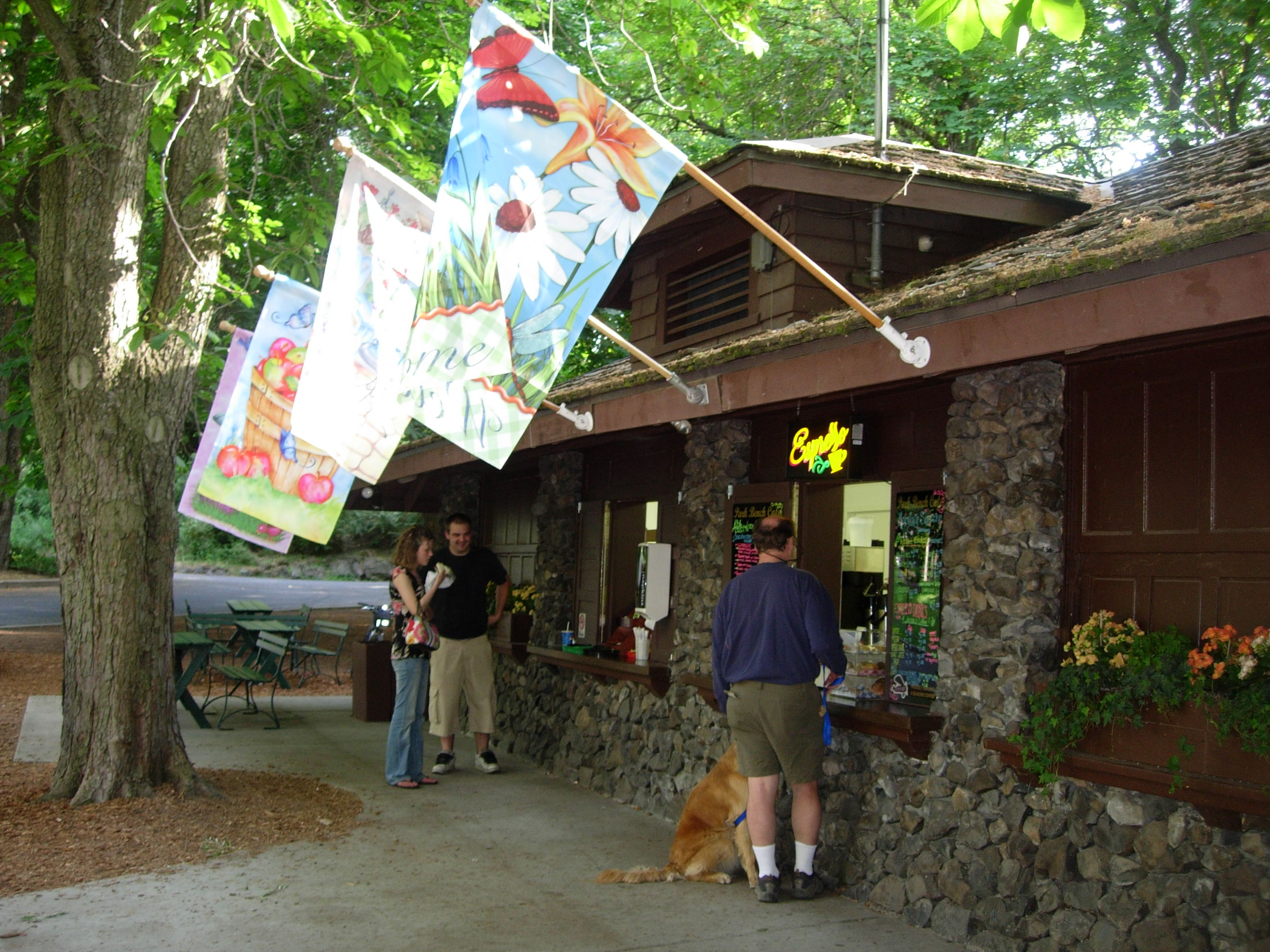
Café de bancos al aire libre "Manito Park Bench Cafe", junio de 2007.

Aparte de los jardines, Manito alberga zonas de parque más comunes. El parque tiene dos estructuras diferenciadas, una en «Upper Manito» (Manito Superior) y el otro por la charca de los patos «Lower Manito» (Manito Bajo). La charca de los patos está situada en el extremo norteño del parque, y es el hogar de numerosos patos, cisnes y gansos. El café de bancos del parque es un pequeño café donde sirven bebidas y pequeños bocados durante el verano. La mayor parte del parque que no es jardín se deja salvaje, con senderos para montar en bicicleta e ir de excursión. Durante el invierno, las colinas herbosas de Manito son destinos populares para deslizarse en trineo sobre la nieve.

## Colecciones
- Duncan Garden (Jardín de Duncan), jardines formales a la europea de 3 acres (12,000 m²) con una gran fuente de granito; diseñados y construidos en 1913.  El arreglo de los lechos florales, y también las plantas, hacen del jardín de Duncan un jardín simétrico.
- Joel E. Ferris Perennial Garden (Jardín de Plantas Perennes Joel E. Ferris), colección de plantas perennes.
- Gaiser Conservatory (Invernadero Gaiser), invernadero de plantas tropicales y de flores estacionales.
- Nishinomiya Japanese Garden  (Jardín Japonés Nishinomiya), en honor de Nishinomiya, Japón, ciudad hermana de Spokane. Su diseño comenzó en 1967 por el arquitecto de paisaje Nagao Sakurai. Después de su muerte en 1973, los diseños fueron terminados por Shosuke Nagai e Hirohiko Kawai y el jardín fue inaugurado en 1974.
- Rose Hill (Colina de la Rosa), rosaleda con unos 1500 pies de rosas representando más de 150 variedades; un jardín de pruebas de All-America Selections.

## Actividades
Actividades tales como Béisbol, deslizarse en trineo, tenis, alimentar a los patos, y observación de aves son muy populares entre los visitantes. Algunas de las actividades  alternativas observadas en el parque incluyen frolf, y «caminata estilo libre».